# Ann Kynast
Ann Kynast (* 6. Juni 2001 in Ludwigsburg) ist eine deutsche Handballspielerin, die beim deutschen Erstligisten Frisch Auf Göppingen unter Vertrag steht.

## Leben
Ann Kynast begann das Handballspielen beim TV Vaihingen und wechselte im Alter von zwölf Jahren zum TV Metterzimmern, einem der Vorgängervereine der SG BBM Bietigheim. Mit 16 Jahren gab sie im Dezember 2017 ihr Erstligadebüt gegen den TV Nellingen. Die SG BBM Bietigheim lieh sie in der Saison 2019/20 an den Zweitligisten VfL Waiblingen aus. Im Frühjahr 2020 konnte die HSG Blomberg-Lippe Kynast, die auch in der U20-Nationalmannschaft spielte, für zwei Jahre verpflichten. Im Sommer 2024 wechselte sie zu Frisch Auf Göppingen.
Sie studiert Wirtschaftspsychologie als Fernstudium.
Ihre jüngere Zwillingsschwester Alina Kynast spielt ebenfalls Handball.